# Улица Притыцкого
Улица Притыцкого (бел. Вуліца Прытыцкага) — одна из самых протяжённых магистралей Фрунзенского района Минска.

## История
Названа в честь С. О. Притыцкого, белорусского государственного и политического деятеля. До 1971 года называлась Раковское шоссе.
Около 30 лет назад протяжённость улицы составляла 4 км (обычная загородная дорога с 2 полосами движения в каждую сторону).

## Расположение
Административный район — Фрунзенский, жилые районы: Запад, Красный Бор, Кунцевщина, Каменная Горка.

## Описание
Направлена с востока на запад. Под улицей расположены станции Пушкинская, Спортивная, Кунцевщина и Каменная Горка Автозаводской линии метро.
Продолжает улицу Кальварийская (Т-образный перекрёсток с улицей Ольшевского). Далее от улицы к югу начинается улица Болеслава Берута, затем улицу пересекает проспект Пушкина (ст. м. Пушкинская), далее от улицы Притыцкого начинается улица Данилы Сердича и идёт к северу. Перекрёсток с улицами Бельского (переходит в улицу Жудро) — ст. м. «Спортивная». следом перекресток с улицей Евфросиньи Полоцкой (к югу), которая переходит в улицу Петра Глебки (к северу). Затем, к югу — улица Тимошенко, потом к северу — улица Домбровская. Далее — ст. м. Кунцевщина (переход улицы Якубовского в улицу Лещинского), за которой — ст. м. Каменная горка (переход улицы Лобанка в улицу Кунцевщина). Далее к югу начинается улица академика Жебрака, а к северу — Неманская, следом к югу улица Брикета, к северу улица Каменногорская.
Заканчивается выходом на МКАД.

## Транспортная система
Дома улицы и почтовые отделения:
- 106-к — 220017 (ул. Кунцевщина, 4)
- 2-28 — 220073 (ул. Ольшевского, 11)
- 30-46 — 220082 (ул. Сердича, 10)
- 1-35 — 220092 (пр. Пушкина, 28)
- 37-65, 48-60 — 220121 (ул. Притыцкого, 56)
- 93-к — 220136 (ул. Одинцова, 36, кор.1)
- 67-91, 62-104 — 220140 (ул. Притыцкого, 78)

Дома: 2, 2/1, 2/2, 2/А, 2/Б, 3, 4, 6, 8,
8/А, 10, 12, 14, 16, 17, 18/1, 18/2, 18/3, 18/4, 19, 19/А, 20, 21, 22, 23, 24, 26, 27, 28/А, 28, 30, 30/А, 32, 34, 35, 36, 38, 39, 40, 41, 42, 43, 44, 45, 46, 47, 48, 49, 50, 51, 52, 54, 56, 58, 59, 60/Д, 60/В, 60/Б, 60/А, 60/5, 60/4, 60/2, 60/1, 62/В, 62/А, 62/5, 62/4, 62/3, 62/2, 62/1, 64/А, 64/Б, 65, 70, 72, 74, 75, 76, 77, 78, 80, 82, 83, 84, 86, 87, 88, 89, 90, 91, 92, 94, 96, 98, 100, 101, 102, 104, 105, 106, 107, 108, 109, 110, 112, 114, 116, 118, 120, 122, 124, 126, 128, 132, 134, 136, 138, 140, 142, 144, 146, 148, 150, 152, 160

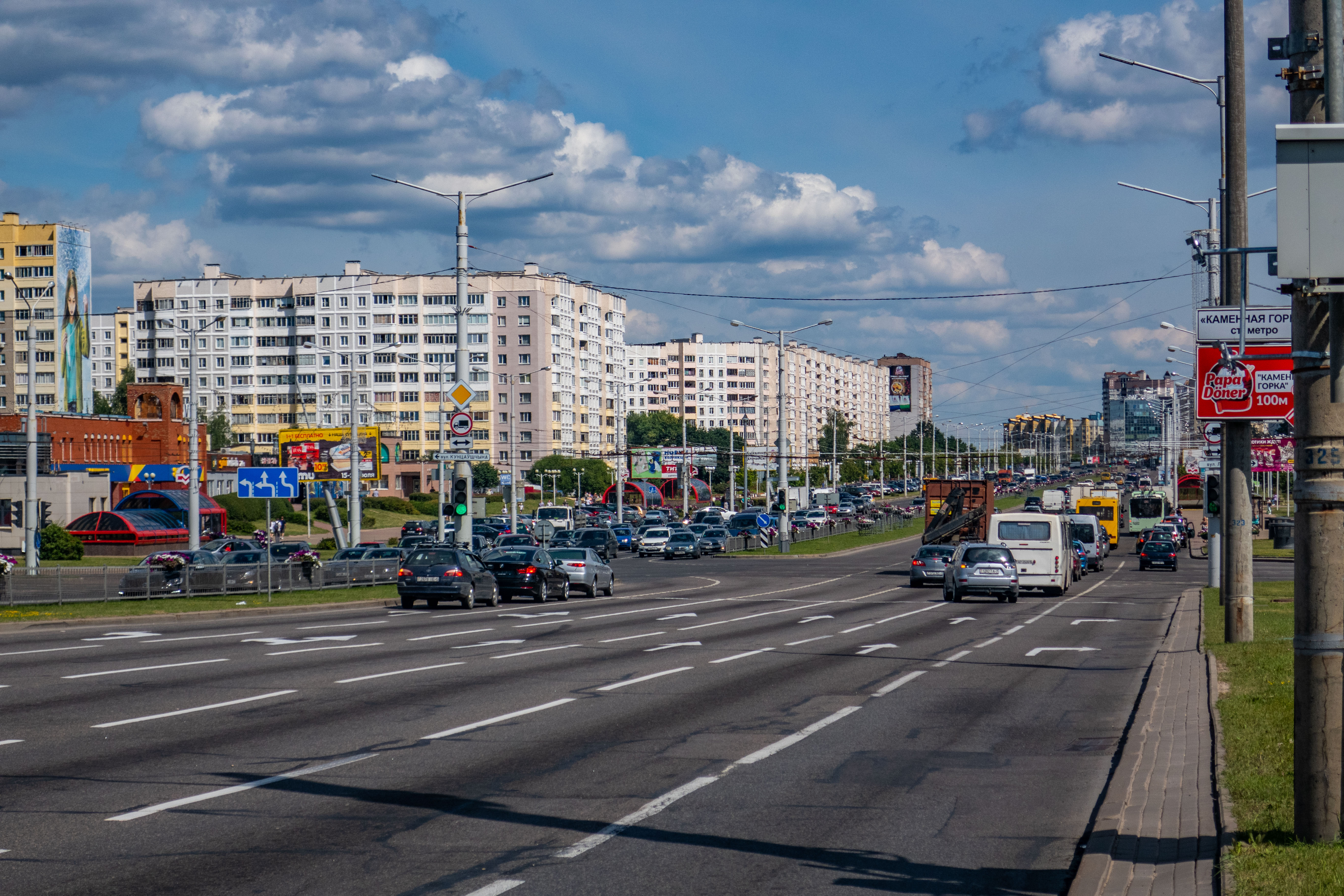
Вид в сторону центра города возле станции метро «Каменная Горка»
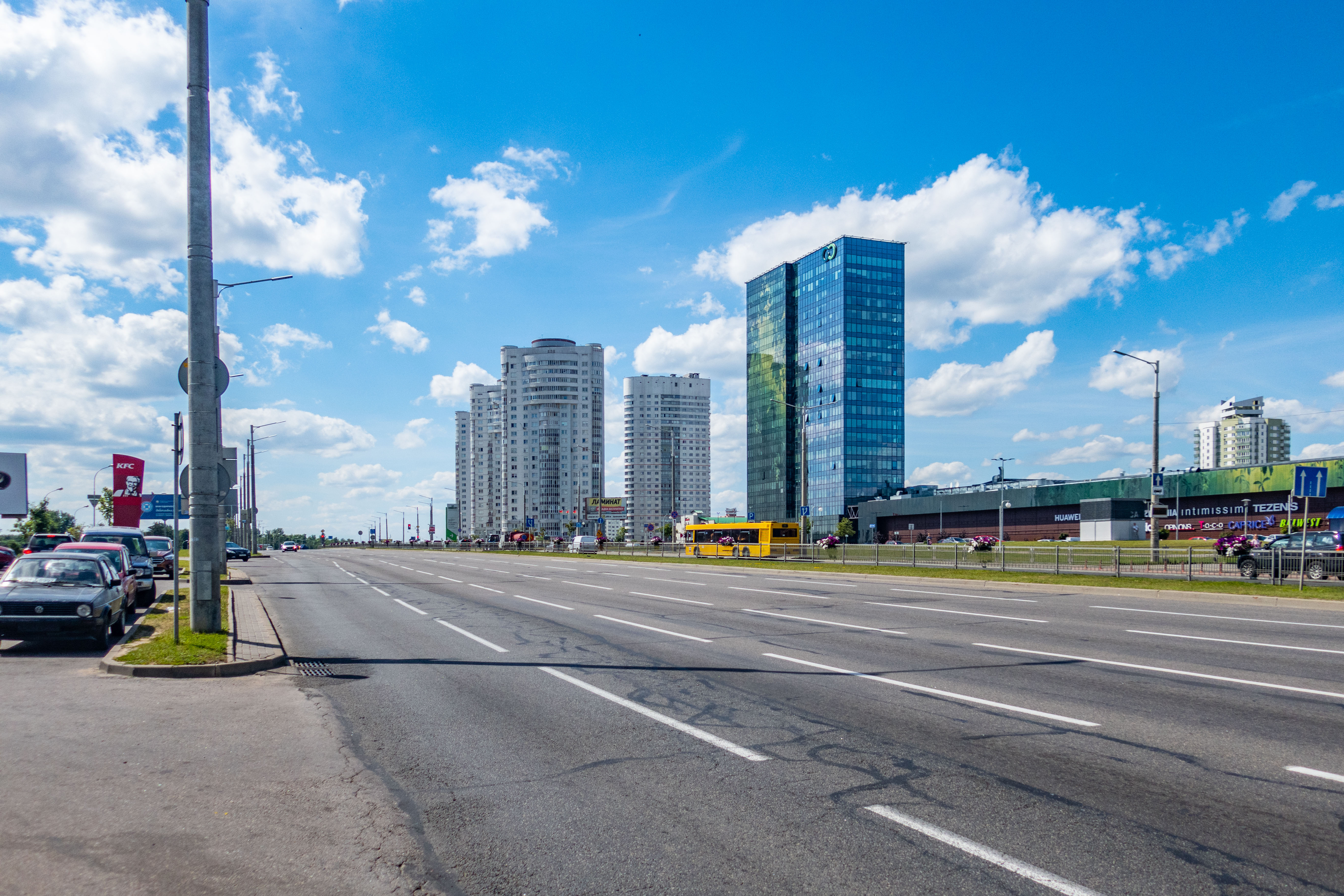
Вид в сторону выезда из города возле станции метро «Каменная Горка»
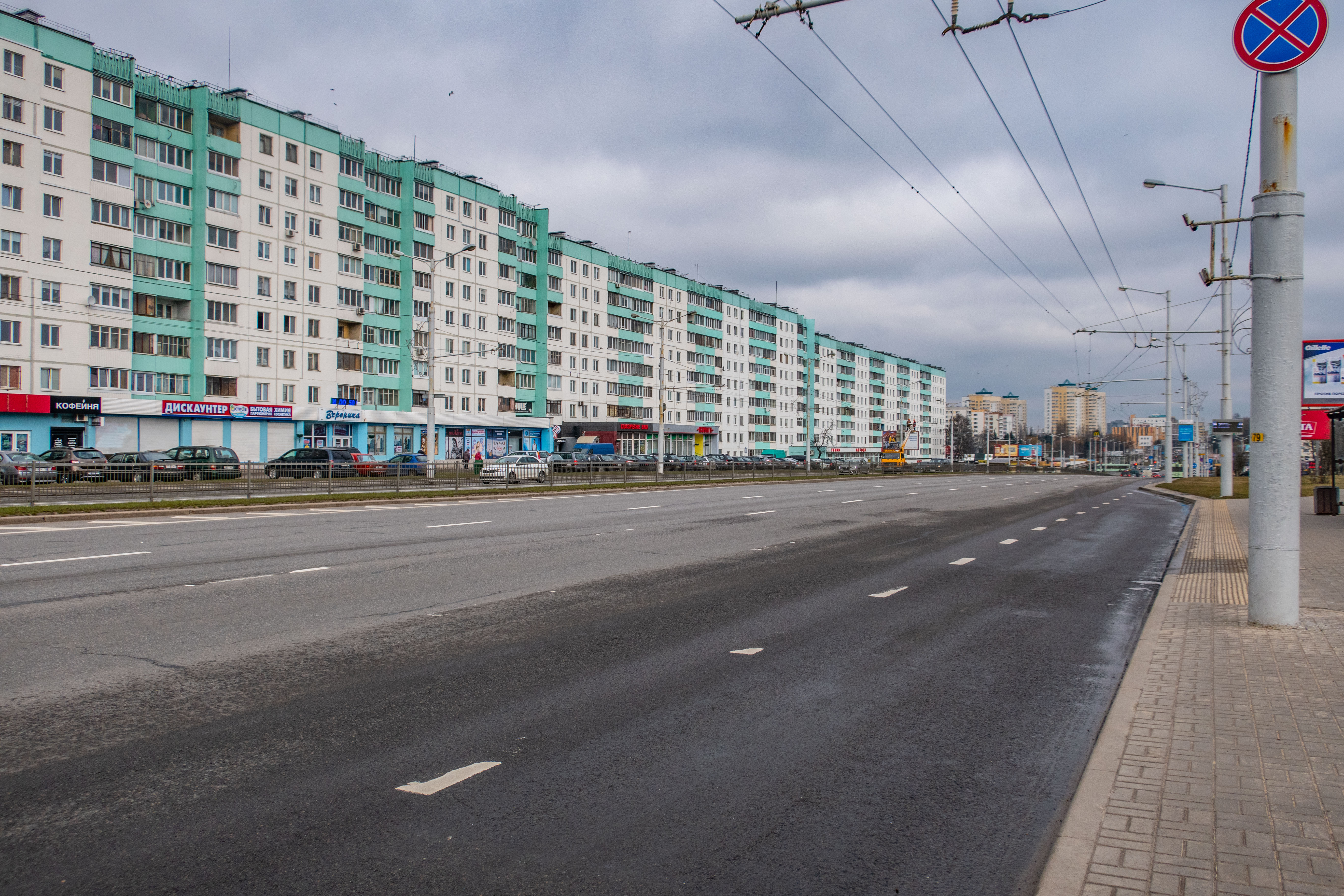
Старая жилая застройка
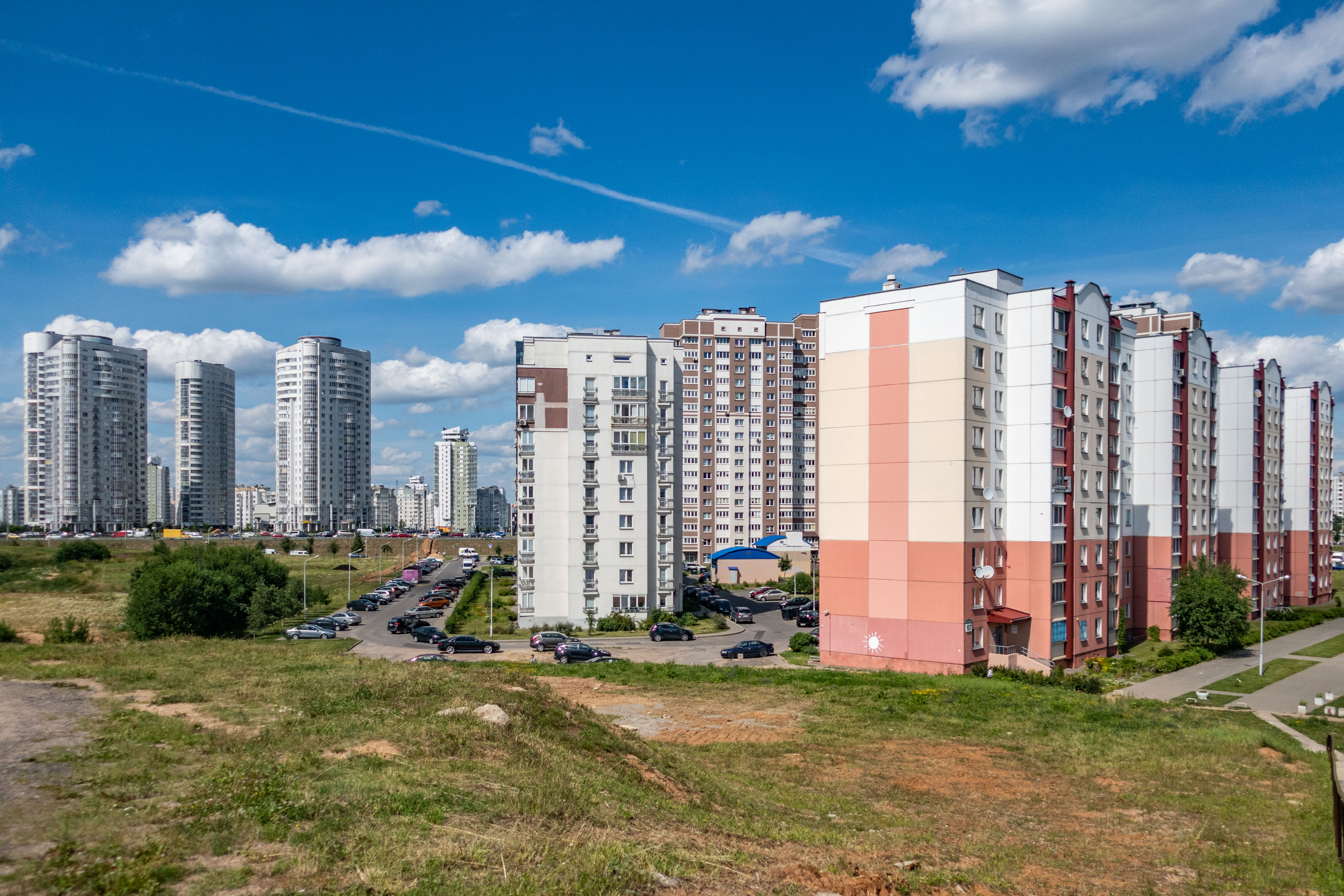
Новая жилая застройка
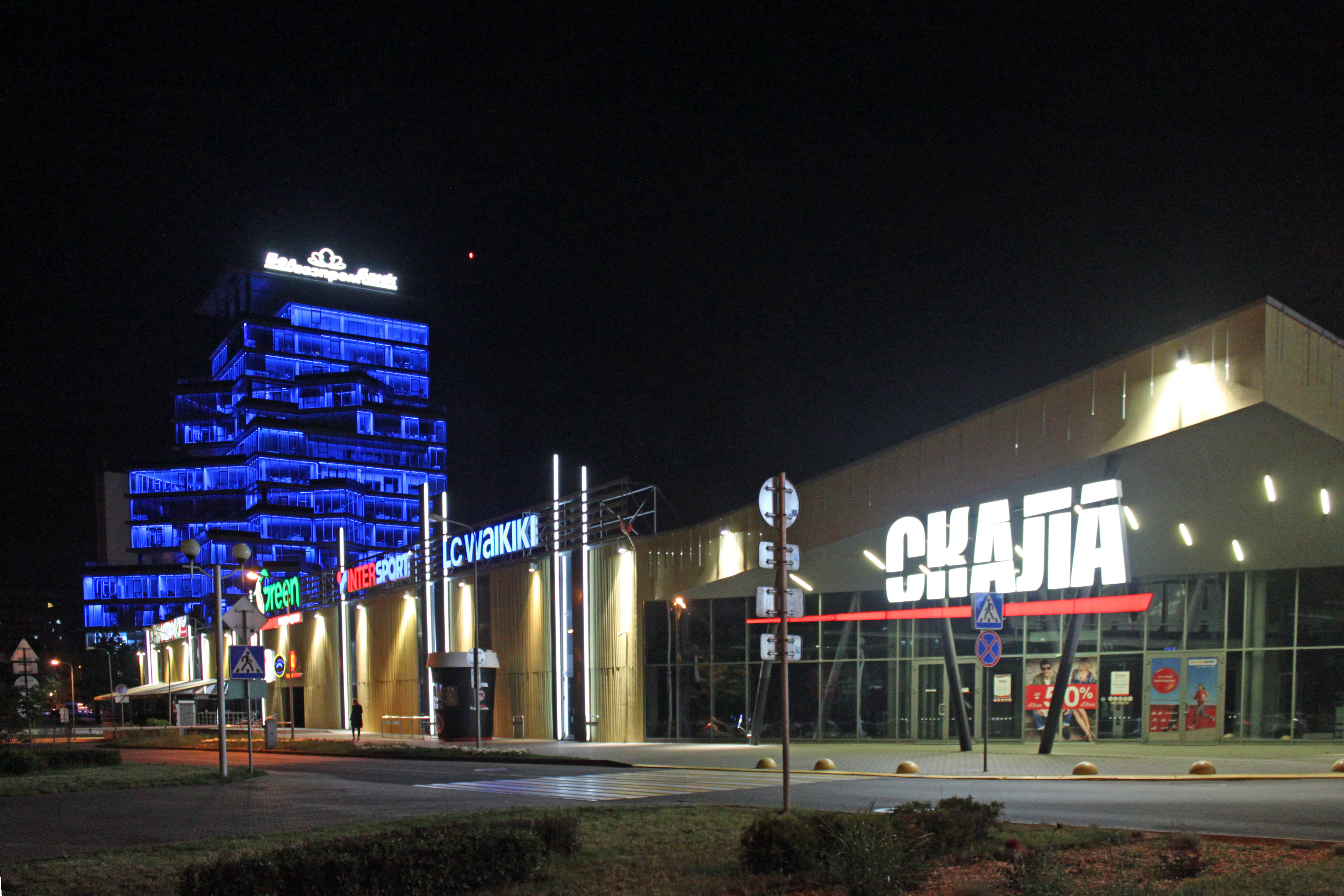
Улица вечером. Головной офис ОАО «Белгазпромбанк»

- д 156. Отель Green city